# 恢復力穩定性
在生态学中，恢复力稳定性简称恢复力，是是生态系统受到干擾后恢复原来结构与功能、維持群落或族群個體數量的能力，与抵抗力稳定性相对。
生态系统可通过恢复力稳定性来消弭自然现象（如火灾、洪水、风暴、虫潮等）或人类活动（如砍伐森林、喷洒杀虫剂、液压破裂采油、引入外来物种等）等外来干扰所造成的影响。持续时间较长或强度较大的干扰，会对生态系统产生较严重的影响，若影响的强度超过恢复力稳定性起作用的极限（即生态阈值），生态系统将自发向新的稳态演变。若某一生态阈值与临界点或分岔点相关，则对应的稳态转换也可称为临界转换。
人类活动对生态系统的恢复力稳定性造成了许多不利影响，例如生物多样性丧失、自然资源枯竭、污染、可利用土地减少和气候变暖等。这些不利影响导致生态系统的稳态转换发生得越来越频繁，而且往往是向环境退化的方向转换。许多跨学科领域里都涉及恢复力稳定性的概念，例如社会生态模型中研究人类和生态系统的相互作用时，恢复力稳定性是不可或缺的概念；又如，由最大持续产量范式向环境资源管理和生态系统管理转换的目标就是通过“恢复力分析、适应性资源管理和适应性治理”建立生态恢复力稳定性。其他领域也多有与生态学上恢复力稳定性相似的概念，例如风险管理领域就有类似的供应链弹性概念。

## 定义

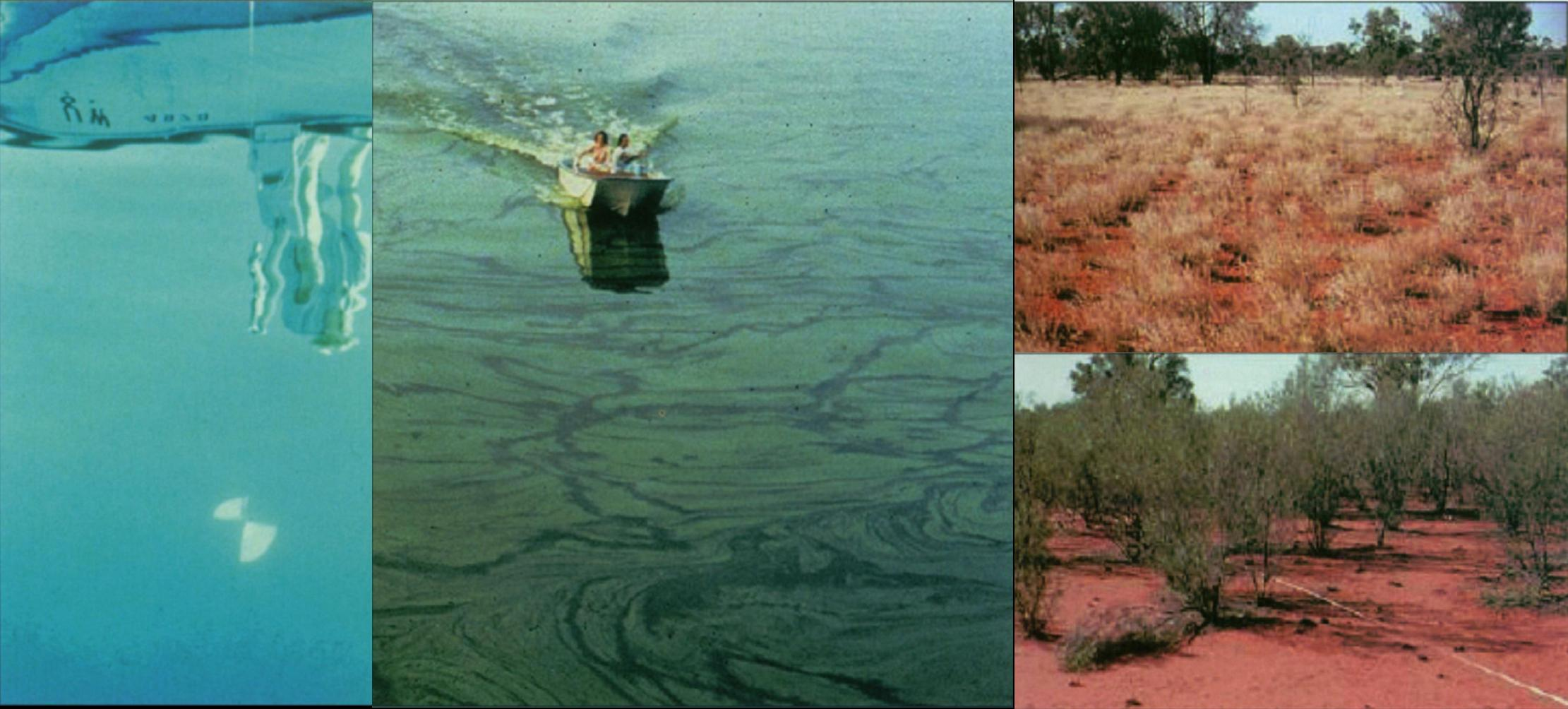
湖泊生态系统和穆尔加林地生态系统的稳态交替

恢复力稳定性的概念最早由加拿大生态学家克劳福德·斯坦利·霍林提出，用以描述自然系统在面对自然或人为原因引起的生态系统变量变化时保持原状的能力。生态学文献中对弹性有两种定义方式：
1. 系统在受到干扰后恢复到原稳态所需的时间。这种定义常用于物理和工程等其他领域，因此被霍林称为“工程弹性”。[12][13]
2. 系统在经历变化时吸收干扰和自我重组以保持基本相同的功能、结构、特征和反馈的能力。[10]

第二种定义被称为“生态弹性”，也即恢复力稳定性。这一定义假定存在多个可能的稳态。例如，同一个浅温带湖泊既有可能水体清澈，能够提供多种生态系统服务，也有可能发生水华，仅能提供较少的生态系统服务。这两种状态对于湖泊来说是两种不同的稳态，而具体处于哪种稳态，取决于湖泊的磷循环。只要湖泊的生态和管理方式合适，这两种稳态都可能具有恢复力稳定性。
澳大利亚的同一片金合欢林既可能处于草本植物丰茂，可支持羊群放牧的稳态下，也可以处于灌木丛生，对牧羊没有价值的稳态下。野火、植食性动物和降水变化等因素的相互作用会驱动同一片林地在两种稳态之间转换，但这两种稳态同样都有可能具有恢复力稳定性。